# Museu Major Novaes
O Museu Major Novaes é uma instituição cultural pública, sediada em Cruzeiro, no estado de São Paulo. É mantido pelo poder público estadual e municipal, tendo sido tombado como patrimônio histórico pelo Governo Estadual, por meio do decreto nº 13.227 de 24 de setembro de 1969.
O museu é instalado em um casarão colonial que abriga cerca de 900 peças, as quais incluem mobílias, imagens sacras, pratarias, livros, fotografias, peças em geral, bem como um amplo acervo de documentos públicos históricos referentes a diversas cidades do Vale do Paraíba, a exemplo de documentos de cartórios das cidades Cruzeiro, Cachoeira Paulista, Silveiras, São José do Barreiro, Bananal, entre outras. No acervo, há também documentos e registros históricos referentes ao período da escravatura brasileira naquela região. Possui exposição de longa duração com diversas peças, fotos e informações. A administração realiza diversas atividades culturais abertas ao público.

## História
A arquitetura datada 1840, de acordo com os registros da documentação histórica, quando aparece, pela primeira vez, à alcunha de “Fazenda Boa Vista”. Construída no estilo neoclássico rural,pelo Capitão Antônio Dias Telles de Castro é conhecida pela história cruzeirense como Fazenda Boa Vista, pertencente ao fazendeiro Major Manoel de Freitas Novaes.
A mais ou menos, oito quilômetros do Embaú, situava-se a Fazenda Boa Vista que, segundo consta dos mais velhos documentos encontrados em seu arquivo, tem sua formação localizada já em meados do século XVIII. A princípio as terras da Fazenda Boa Vista eram devolutas, sendo adquiridas em posse por Manuel de Moraes Pinto, que as vendeu aproximadamente em 1778, ao Tenente Cel. Henrique Dias Vasconcelos. A enteada do tenente Vasconcelos Maria Antonia da Silva, duvidosamente herdeira de seu espólio, deixa por herança estas terras para seu filho  Joaquim Ferreira da Silva. Assassinado em 14 de Novembro de 1835 Joaquim Ferreira, já havia aumentado seu patrimônio comprando terras contíguas até as proximidades de Lavrinhas, sua esposa e herdeira, Dona Fortunata Joaquina do Nascimento casa-se, em 1836, em segundas núpcias com o Capitão Antônio Dias Telles de Castro, que patrocina a construção da casa sede da Fazenda Boa Vista, à margem esquerda do Rio Paraíba.
Entretanto, no ano de 1865, Dona Fortunata, novamente viúva, contrai terceiras núpcias, com o Alferes Manoel de Freitas Novaes, que logo viria a se tornar major.Logo que o Major Novaes assume os negócios da fazenda, faz uma considerável reforma e ampliação, constroi um anexo com três quartos. Tinha muitas ideias novas e logo as colocou em prática como a fundação de uma colônia de trabalhadores livres, organizada experimentalmente em três grupos distintos pela origem dos colonos, formados pelos caboclos e cearenses.
O Major Novaes é uma personalidade ímpar na história cruzeirense, dono de uma personalidade peculiar, era ao mesmo tempo ambicioso e sincero, inteligente e teimoso, bondoso e turbulento, temido e respeitado. Com sua dinâmica de administrador e político, segundo o pesquisador e historiador João Motta, o Major Novaes tornou-se empreiteiro da Estrada de Ferro D. Pedro II, responsável pela construção do trecho Queluz ao Porto da Cachoeira (atual CachoeiraPaulista). Com a passagem desta importante ferrovia em suas terras consegue autorização para construir uma estação que é aberta ao tráfego em 1878 trazendo grande desenvolvimento para sua fazenda, localizada à beira do caminho do ferro.
O processo de Tombamento do prédio foi solicitado pela última descendente do Major Novaes que residiu no casarão, a Sra. Celestina Novaes, conhecida localmente por Dona Tita, em 1969, sendo concluído em 1971. Há na cidade uma versão oficiosa sobre tal situação, que aponta como sendo uma medida de protesto diante do abandono dos parentes ao qual sofria, conforme publicado na imprensa local nos anos seguintes. De acordo com os recortes encontrados no acervo documental de Cruzeiro, sobre o Museu Major Novaes é possível apontar que, desde 1978, há uma mobilização da imprensa, cruzeirense e valeparaibana, pelo restauro do prédio.
O Ministério Público decidiu que caberia ao Estado restaurar o prédio e a Prefeitura Municipal de Cruzeiro restaurar o acervo mobiliário, após a uma ação civil pública. O restauro foi realizado ao longo de quase dois anos, iniciado em 2012 com término em julho de 2014. O prédio foi restaurado e possui uma estrutura extremamente moderna com sistema de incêndio, monitoramento por câmeras, acessibilidade e um sistema de iluminação próprio para patrimônios históricos.